# Фолсом, Стефани
Стефани Фолсом (англ. Stephany Folsom, род. в 1980-е, Колорадо-Спрингс, Колорадо, США) — американская сценаристка и продюсер, известная по работе над фильмом «История игрушек 4» (2019) и сериалами  «Властелин колец: Кольца власти»
(2022) и «Paper Girls» (2022).

## Биография
Стефани Фолсом родилась и выросла в Колорадо-Спрингс, штат Колорадо. Она с детства интересовалась кинематографом и после окончания школы поступила на факультет кинопроизводства Лойола Мэримаунтского университета в Лос-Анджелесе, где получила степень бакалавра в области кинематографии.
После выпуска Фолсом работала ассистентом в отделе развития сценариев, делая «coverage» и давая комментарии к текстам, но вскоре уволилась, чтобы сосредоточиться на собственном писательстве. Она несколько месяцев помогала снимать документальный фильм об АИДС-клинике в Индии, однако проект был приостановлен из-за проблем с безопасностью в районе «Золотого треугольника».

## Карьера

### Ранние работы и «Black List»
В январе 2013 года Фолсом начала писать сценарий «1969: A Space Odyssey, or How Kubrick Learned to Stop Worrying and Land on the Moon», вдохновлённый теориями заговора вокруг «подделки» посадки на Луну. Скрипт попал в «Black List» — ежегодный перечень лучших неэкранизированных сценариев Голливуда

### Работа в кинокомпанияхMarvelиLucasfilm
В декабре 2015 года Фолсом была приглашена «подшлифовать» сценарий фильма «Тор: Рагнарёк» (2017), однако впоследствии ВГК (Writers Guild of America) отказала ей в окончательном кредите из-за внутренних регламентов . Позднее она стала первой женщиной-сценаристом для анимационного сериала «Звёздные войны: Сопротивление» (2018), написав эпизоды «The High Tower» и «Secrets and Holograms» Wikipedia.

### Pixarи «История игрушек 4»
В январе 2018 года Фолсом приступила к написанию сценария «История игрушек 4» совместно с продюсерами Pixar, в том числе Эндрю Стэнтоном. Фильм вышел 21 июня 2019 года и собрал в мировом прокате более 1 млрд долл. США IMDbVanity Fair.

### Телесериалы для Amazon Studios
В июле 2019 года Фолсом была назначена со-шоураннером и исполнительным продюсером экранизации комикса «Paper Girls» на Amazon Prime Video, но покинула проект в июле 2021 года .Одновременно она работала консультирующим продюсером и автором эпизода «The Great Wave» в сериале «Властелин колец: Кольца власти» (2022)

## Фильмография

### Фильмы
| Год  | Название                                                       | Роль                | Примечания                                   |
| ---- | -------------------------------------------------------------- | ------------------- | -------------------------------------------- |
| 2013 | 1969: A Space Odyssey, or How Kubrick Learned to… (unproduced) | Автор               | Попал в «Black List»                         |
| 2017 | Thor: Ragnarok                                                 | «Story by» / правки | Без окончательного кредитования ВГК          |
| 2019 | Toy Story 4                                                    | Сценарий / история  | Совместно с Э. Стэнтоном и др.; кассовый хит |

### Телевидение
| Год  | Название                                  | Роль                                   | Эпизоды / Примечания                      |
| ---- | ----------------------------------------- | -------------------------------------- | ----------------------------------------- |
| 2018 | Star Wars Resistance                      | Сценарист                              | «The High Tower», «Secrets and Holograms» |
| 2022 | The Lord of the Rings: The Rings of Power | Сценарист / консультирующий прод.      | «The Great Wave»                          |
| 2022 | Paper Girls                               | Со-шоураннер / исполнительный продюсер | Покинула проект в июле 2021               |

## Награды и номинации
- Humanitas Prize (2020) — финалистка в категории «Семейная художественная лента» за Toy Story 4 Wikipedia.

## Личная жизнь
Стефани Фолсом проживает в Лос-Анджелесе вместе с мужем и собакой XPRIZE.